# زبان کومائونی
زبان کومائونی (به دیواناگری: कुमाँऊनी) زبان کومائون‌ها -مردمانی که در اوتاراکند هند در کرانهٔ هیمالیا می‌زیند- است. کومائونی از زبان‌های پهاری از خانوادهٔ زبان‌های هندوآریایی شمرده‌می‌شود.
به تقریب می‌توان گفت که همهٔ کومائونی‌زبانان توانایی فهم زبان‌های نپالی و هندی را نیز دارند. شمار گویشوران این زبان در حال کاهش است و بیم آن می‌رود که به زودی به خطر نابودی افتد.

## نمونهٔ زبان
| عبارت    | نویسه‌گردانی    | معنا                                       |
| -------- | -------------- | ------------------------------------------ |
| जै देव     | Jai Dev        | سلام (رسمی، در اصل به معنای نیایش خدا را). |
| नमस्कार    | Namaskar.      | سلام                                       |
| कस हेरे छे? | Kas hare chhe? | چطوری؟ (غیر رسمی)                          |
| कस हेरो छा? | Kas haro cha   | چطوری؟ (رسمی)                              |
| भल हेरो    | Bhal hero      | من خوبم                                    |
| काँ जे रे?   | kaan je re     | کجا می‌روی؟                                 |
| होए       | Hoye.          | آری.                                       |
| ना        | Nā.            | نه.                                        |
| कतु?      | Katu?          | چه‌اندازه؟                                  |
| काँ?       | Kaa?           | کجا؟                                       |
| कसिक?     | Kasisk?        | چگونه؟                                     |
| कैक?      | Kaik?          | مال چه کسی؟                                |
| को?       | Ko?            | چه کسی؟                                    |
| के?       | Ke?            | چه؟?                                       |
| के हेगो?    | Ke hego.       | چه شد؟                                     |